# Büren (Nadrenia Północna-Westfalia)
Büren – miasto w Niemczech, położone w kraju związkowym Nadrenia Północna-Westfalia, w rejencji Detmold, w powiecie Paderborn. W 2010 roku liczyło 21 500 mieszkańców.

## Współpraca
Miejscowości partnerskie:
- Baruth/Mark, Brandenburgia
- Charenton-le-Pont, Francja
- Ignalino, Litwa
- Kortemark, Belgia
- Mittersill, Austria
- Précigné, Francja (kontakty utrzymuje dzielnica Wewelsburg)